# Il senso dell'amore
Il senso dell'amore (She's the One) è un film del 1996 diretto e interpretato da Edward Burns.

## Trama
Burns confeziona una commedia familiare, che narra la storia dei fratelli Fitzpatrick: il tassista Mickey e Francis, un operatore finanziario di Wall Street. I due sono spesso in conflitto. Il ritorno nella vita di entrambi della ex di Mickey condurrà allo scontro e alla pacificazione finale mentre Mickey incontrerà e rischierà di perdere l’amore della sua vita.